# Fedele Cappelletti
Fedele Cappelletti (Rapino, 17 agosto 1847 – Rapino, 12 marzo 1920) è stato un ceramista italiano.
È il principale esponente della tradizione ceramista rapinese ed è considerato da alcuni il maggior pittore di maioliche di tutto il Meridione.

## Biografia

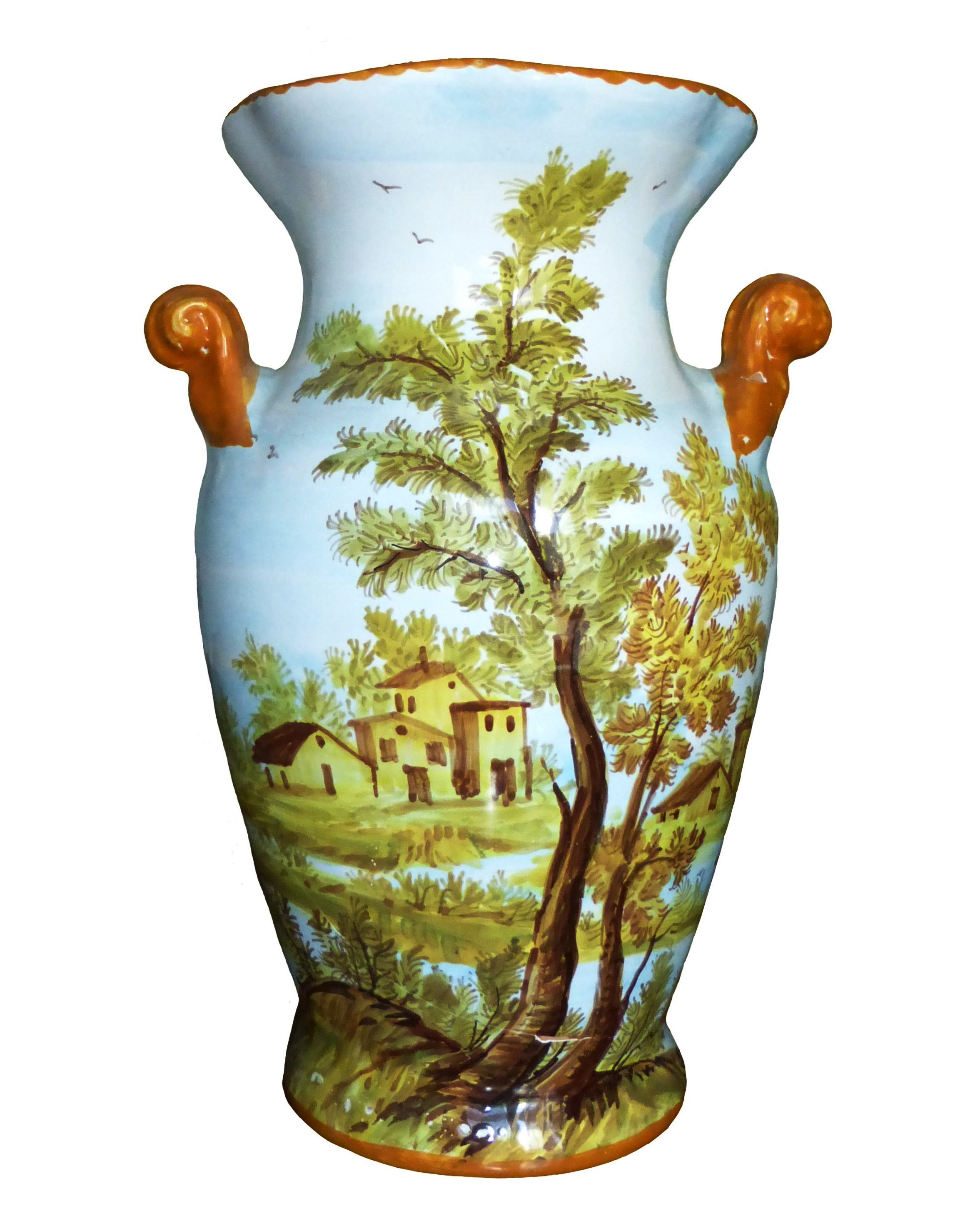
Questo vaso del suo discendente, Gabriele Vitacolonna, denota lo stile sempre settecentesco della ceramica rapinese che si rifà ai principi del Cappelletti.

Le origini della famiglia Cappelletti sarebbero da ritrovarsi a Verona, città dalla quale essa sembra essere emigrata tra il XIV e il XV secolo per stabilirsi a Castelli, in Abruzzo. Si ritiene infatti che Cappelletti non sia altro che una distorsione abruzzese del cognome veronese Capuleti. In seguito un ramo dei Cappelletti si trasferì a Rapino, nel XVIII secolo, dando un contributo essenziale allo sviluppo dell'arte della maiolica nel borgo teatino.
Fedele fu indirizzato dal padre Fabio a studiare a Chieti presso la bottega del pittore Francesco Paolo Marchiano, del quale era stato allievo anche Francesco Paolo Michetti. Si diplomò presso l'Istituto delle Belle Arti di Napoli, dove ebbe l'occasione di ricevere gli insegnamenti di Filippo Palizzi, che fu molto entusiasta del giovane Fedele. Terminato il percorso scolastico fece ritorno al suo paese natio, dove iniziò un lungo e costante studio della ceramica del Settecento, concentrandosi sulle opere di maestri come Carlo Antonio Grue, Carmine Gentili, Francesco Antonio Saverio Grue e i propri antenati Candeloro e Nicola Cappelletti.

### Attività
L'obiettivo di Fedele era dare nuovo impulso alla tradizione della ceramica castellana, che in quel periodo attraversava una fase di decadenza, e per questo non si lasciò influenzare dalle nuove tendenze europee. È ritenuto tra i massimi esponenti della ceramica italiana dello Storicismo.
Fu presente con le sue opere alle principali esposizioni del tempo, a Roma e a Torino, e approdò nel 1900 all'Esposizione Universale di Parigi. Partecipò alla Mostra d'arte antica di Chieti del 1905 e alla Mostra etnografica regionale di Roma, nel 1911, in cui fu chiamato a rappresentare la lavorazione delle antiche maioliche abruzzesi. Egli infatti si prefiggeva di far tornare in vita forme d'arte di un glorioso passato, e per questo ha più volte creato incertezza nell'attribuzione delle sue opere, che vennero più volte erroneamente ricondotte alle epoche alle quali Cappelletti si ispirava.
Fra le sue opere, particolarmente rilevante è il servizio da caffè formato da caffettiera, zuccheriera e 13 tazzine, firmate "F. Cappelletti".
È possibile ammirare la sua produzione nel Museo d’Arte “Costantino Barbella” di Chieti, nel Museo della “Collezione Acerbo” di Loreto Aprutino e presso il Museo nazionale di San Martino a Napoli.